# Zbysławiec
Zbysławiec (kaszb.Zbësławc) – część wsi Gwieździn w Polsce położona w województwie pomorskim, w powiecie człuchowskim, w gminie Rzeczenica w pobliżu zachodniego brzegu jeziora Krępsko. Wchodzi w skład sołectwa Gwieździn..
W latach 1975–1998 Zbysławiec administracyjnie należał do województwa słupskiego.